# Anfiteatro Cocomarola

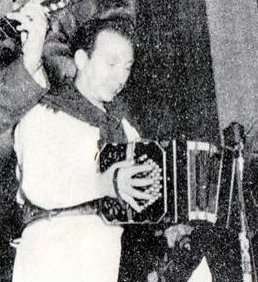
Tránsito Cocomarola, en 1950 tocando en el Trío Cocomarola.

El Anfiteatro "Mario del Tránsito Cocomarola" es una sala de espectáculos abierta de la ciudad de Corrientes, Argentina. Este anfiteatro debe su nombre en honor a Mario del Tránsito Cocomarola, músico bandoneonista chamamecero correntino.
Inaugurado en 1987, está ubicado entre las avenidas Sarmiento y Patagonia, y las calles Valerio Bonastre y Santa Cruz, ocupando una manzana urbana en forma trapezoidal. Tiene instalados asientos en formato de bancos de hormigón con respaldos fijos, para 7500 personas. El predio tiene 500 metros cuadrados de extensión, con capacidad total para 15 000 espectadores. 
El escenario, que lleva el nombre de “Osvaldo Sosa Cordero”, tiene 35 metros de boca y 15 metros de profundidad, permitiendo la realización de puestas escénicas imponentes —entre ellas los internacionalmente conocidos Carnavales Correntinos— y multitudinarios espectáculos de la música y danza popular argentina y latinoamericana.
También es sede del encuentro más importante de la música chamamecera: la Fiesta Nacional del Chamamé.
Dispone de camarines con sus respectivos baños privados individuales y generales. Le dan vida al imponente coliseo una gran cantidad de especialistas escenotécnicos que se movilizan antes, durante y después de cada espectáculo.